# Анализ на тънките отрязъци
Анализът на тънките отрязъци (на английски: thin-slicing) е термин, използван в психологията и философията, за да се опише способността за откриване на повтарящи се модели или закономерности (patterns) в ситуации на базата само на кратки отрязъци от време и опит. С термина се означава много бързото съставяне на заключения относно състоянието, характеристиките или детайлите на даден индивид или ситуация с минимално количество информация. Бързите преценки, базирани на анализ на тънки отрязъци, са сходни с преценките, основани на много повече информация и могат да бъдат дори по-точни или много по-точни.
Първата регистрирана употреба на термина е през 1992 година от Налини Амбади (Nalini Ambady) и Робърт Розентал (Robert Rosenthal) в публикация в Psychological Bulletin. Оттогава анализът на тънките отрязъци е намерил приложение в много области, сред които междуличностни взаимоотношения, клинични изпитания, образование и други.
Анализът на тънките отрязъци се отнася до наблюдаването на малка част от дадено взаимодействие, обикновено под 5 минути, при което може прецизно да се направи извод за емоционалното състояние и отношенията на взаимодействащите си хора.
Тънките отрязъци от поведенческия поток съдържат важна социално-психологическа информация, която се ползва за диагностициране на ситуацията и предвиждането на развоя ѝ. Тъй като възприемането на информация и съставянето на преценка в кратки отрязъци от време е достатъчно ефективно, възприятията на хората за междуличностните им отношения се случват моментално, автоматично и в известна степен са валидни много преди да бъдат комуникирани вербално или чрез действия и събития. Тези начални преценки могат да предопределят окончателните възприятия и преценки на хората, както и моделите, които си изграждат за взаимодействие с други хора лице в лице.
Много изследвания са показали, че наблюденията в кратки отрязъци от време могат да се използват за оценяване на изхода от дадена ситуация в степени по-високи от очакваното на база математическата вероятност (шанса). При сравнение на наблюденията върху дадена ситуация за по-малко от пет минути и за повече от пет минути, данните показват, че няма съществена промяна, което говори, че впечатленията през първите пет минути се запазват непроменени. Пример за това се вижда от експеримента на Амбади и Розентал от 1993, при който те оценяват ефекта от показването на невербалното поведение на учители във видеоклипове от по 2, 5, и 10 секунди и оценките на наблюдателите за тези учители. Впечатленията, формирани след гледането на тънките отрязъци от заснетото поведение, се смятат за точни при сравнението им с впечатленията, формирани след по-продължително наблюдение и ако те съвпадат с впечатленията на другите зрители. Въпреки че хората често не могат да определят факторите, които оказват влияние върху преценките им, изследователни индетифицират типовете информация в кратките интервали от показвано поведение, на които се дължат точните преценки. Типовете информация включват визуална и вербална комуникация. По-специално, учените търсят как хората правят преценките си на база второстепенни характеристи в поведението на други хора, каквито са очният контакт, нервниченето, ръкомаханията, скованата стойка, усмивките, и др. Поведение като мръщене, нервничене и сведен поглед не е било оценено като поведение, което се свързва със самочувствието, топлотата или оптимизма на учителя, докато учителите, положително оценени с такива качества, са се усмихвали повече, били са по-склонни да се разхождат наоколо и да докосват горната част на тялото си.
Амбади и Розентал категорично откриват, че хората, оценили учителите на базата на тънки отрязъци, са дали оценки много сходни до оценките на хората, които са оценявали същите учители след като са осъществили с тях продължително взаимодействие. В допълнение, точността на тези оценки не се различава чувствително измежду групите от хора, гледали 2-, 5- и 10-секундните клипове. Това показва впечатляващото количество информация, което се предава в рамките на тънки отрязъци от ежедневно поведение, и прозрението, че без значение колко за кратко се наблюдава поведението, то в голяма степен разкрива характера на наблюдавания.

## В популярната култура
Една от най-популярните книги, посветени на анализа на тънките отрязъци, е „Проблясък: силата на мигновените решения“ (Blink: The Power of Thinking Without Thinking) от Малкълм Гладуел. В книгата си авторът описва различни интересни случаи и изследвания, обединени под общата идея за тънките отрязъци.
Един от примерите на Гладуел е историята с придобитата в началото на 1980-те от Музея Гети, Калифорния, древна статуя, известна като „Куроса от Гети“. Още от самото начало, когато статуята попада в музея възникват въпроси за нейната автентичност: някои изкуствоведи още от пръв поглед обявяват, че има нещо нередно в статуята, но след щателно изследване тя е обявена за истинска поради липсата на солидни доказателства за обратното. В началото на 1990-те автентичността на статуята отново е поставена под въпрос, поради погрешни предположения, направени от един от изследователите, направили предното проучване. Разследване на документите за статуята отпреди 1983 година също показва, че най-вероятно става дума за фалшификат.
Друг пример книгата дава с работата на американския психолог Джон Готман, добре известен експерт по брачни взаимоотношения. Гладуел описва как в рамките на един час наблюдение на взаимоотношенията на двама съпрузи, Готман дава оценка с 95% точност дали бракът им ще просъществува през следващите 15 години. Точността на оценката пада до 90%, ако е наблюдавал двойката в продължение само на 15 минути, което е в подкрепа на феномена на тънките отрязъци.